# Wiskunde
Wiskunde (minder gebruikelijk: mathematiek, mathematica of mathesis) is een formele wetenschap die onder andere getallen, patronen en abstracte structuren bestudeert. De wiskunde komt voort uit het rekenen en de meetkunde, maar omvat veel meer dan dat.
Wiskundige structuren worden met strikte logische redeneringen opgebouwd. Wiskundige beweringen waarvan de juistheid is aangetoond heten stellingen; zij doen uitspraken over gedefinieerde objecten en formuleren verbanden daartussen. De formele redenering die aantoont dat een stelling waar is, noemt men een wiskundig bewijs. Bij het opstellen van een bewijs wordt uitgegaan van een (klein) aantal uitgangspunten (axioma's) en van definities.
Wiskunde wordt niet alleen zelfstandig bestudeerd, de opgedane kennis wordt toegepast in allerlei dagelijkse situaties en in andere wetenschappen. Men spreekt dan van toegepaste wiskunde tegenover zuivere wiskunde. De scheidslijn is echter niet heel duidelijk en wat begon als zuivere wiskunde blijkt later toch regelmatig een toepassing te vinden.
In toepassingen wordt gerekend op basis van reeds bewezen stellingen. Dat kan eenvoudig zijn, bijvoorbeeld de stelling van Pythagoras in de meetkunde om een afstand te bepalen. Maar soms is het probleem in het dagelijks leven zo uitgebreid, dat er een (super)computer voor nodig is om binnen een redelijke tijd een oplossing te vinden. Een voorbeeld daarvan is de weersverwachting in de meteorologie: de atmosfeer wordt toegepast wiskundig gemodelleerd met behulp van differentiaalvergelijkingen. Meetwaarden, afkomstig van meetpunten liefst over de hele aardbol op verschillende hoogten, bepalen na bewerking een begintoestand vanwaaruit de toekomstige druk, wind en luchtvochtigheid wordt berekend. Het doorrekenen van de differentiaalvergelijkingen die uit deze meetgegevens volgen, kost enorm veel computertijd.

## Algemeen

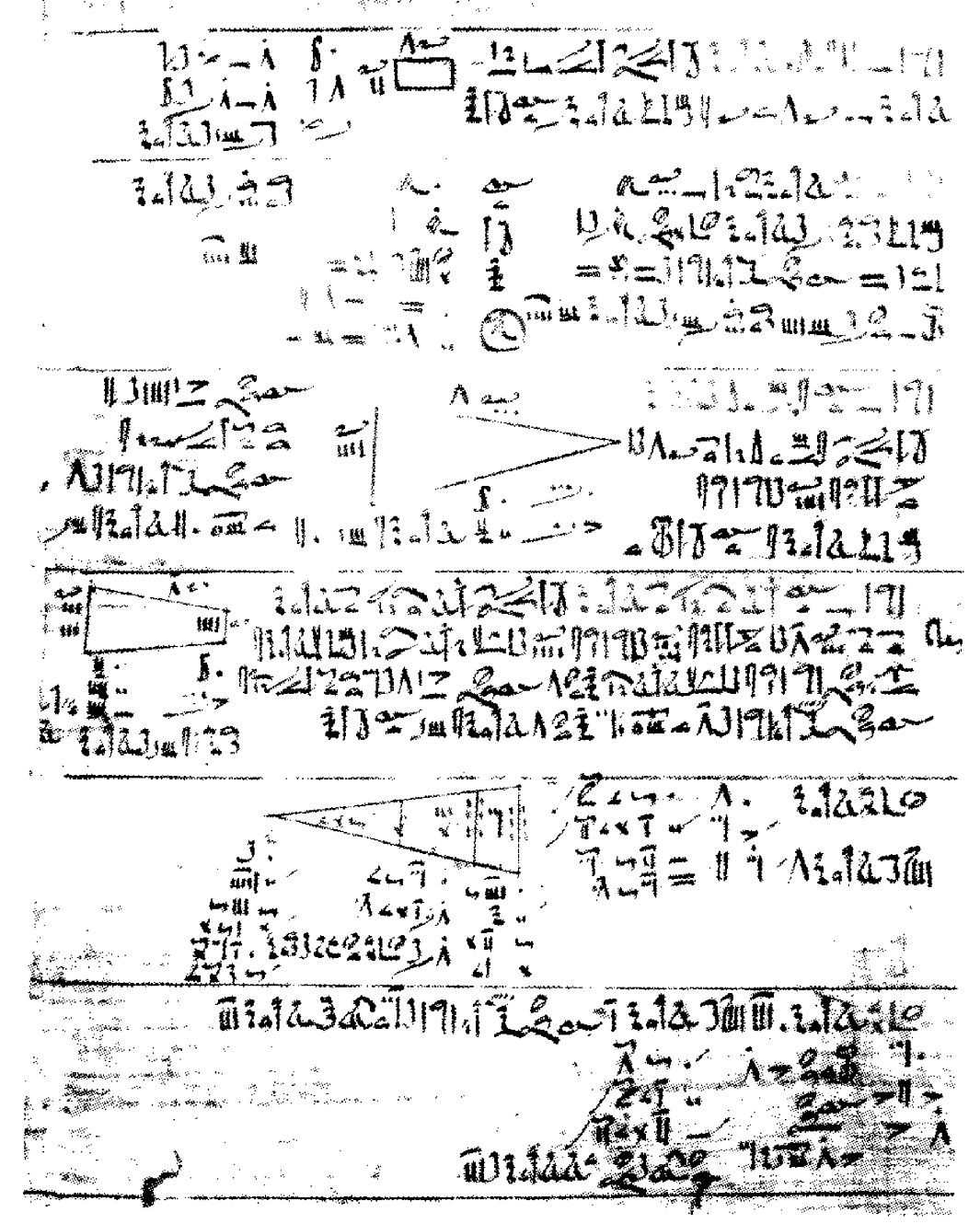
Het oudst bekende wiskundige geschrift, de Rhind-papyrus, uit de klassieke Egyptische beschaving.

In de meeste talen is het woord voor wiskunde afgeleid van het Griekse woord μάθημα (máthèma), dat wetenschap, kennis of leren betekent. Voorbeelden: Engels: mathematics, Duits: Mathematik, Frans: mathématiques. Het Nederlandse woord wiskunde is door Simon Stevin in de 17e eeuw als wisconst (kunst van het gewisse of zekere) aan deze wetenschap verbonden.
Veel onderwerpen van studie in de wiskunde vinden hun oorsprong in andere exacte wetenschappen zoals de natuurkunde en de astronomie. Dit wordt de toegepaste wiskunde genoemd. De wiskunde wordt gebruikt als instrument in deze wetenschappen. Een belangrijk deel van de toegepaste wiskunde betreft de wijze waarop computerberekeningen kunnen worden gedaan. Het deelgebied numerieke wiskunde bijvoorbeeld houdt zich volledig bezig met het onderzoeken van berekeningen.
Hiernaast doen wiskundigen ook fundamenteel onderzoek naar de opbouw en aard van getallen en andere mathematische structuren, zoals ruimtes, functies en groepen. Dit onderzoek kan een puur theoretische invalshoek hebben, of gericht zijn op een algemene oplossing voor vraagstukken op diverse gebieden. De wiskunde die puur gericht is op het onderzoek naar de theorie van mathematische structuren en samenhangen, wordt de zuivere wiskunde genoemd. Desalniettemin kunnen resultaten uit de zuivere wiskunde ook toepassing vinden buiten de wiskunde. De scheidslijn tussen zuivere en toegepaste wiskunde is dan ook niet geheel strikt.

## Definities van de wiskunde
Aristoteles definieerde wiskunde als "de wetenschap van de hoeveelheid" en deze definitie werd gebruikt tot de 18e eeuw. Beginnende in de 19e eeuw, toen de studie van de wiskunde in toenemende mate strikter werd en ook begon met meer abstracte onderwerpen aan te pakken, zoals de groepentheorie en projectieve meetkunde, die geen duidelijke relatie meer hadden met hoeveelheid en metingen, begonnen wiskundigen en filosofen een verscheidenheid van nieuwe definities voor te stellen. Sommige van deze definities benadrukken het deductieve karakter van een groot deel van de wiskunde, andere benadrukken haar abstractheid en weer andere benadrukken bepaalde onderwerpen binnen de wiskunde. Vandaag de dag is er nog steeds geen consensus over de definitie van de wiskunde, zelfs niet bij professionals. Er is zelfs geen consensus over de vraag of de wiskunde een kunst is of een wetenschap. Een groot aantal professionele wiskundigen is niet geïnteresseerd in een definitie van de wiskunde, of zij beschouwen het als ondefinieerbaar. Sommigen zeggen gewoon "Wiskunde is wat wiskundigen doen".

## Geschiedenis

Bewijs uit de Elementen van Euclides, waarin wordt aangetoond dat er bij elk lijnstuk een gelijkzijdige driehoek bestaat waarvan het lijnstuk een zijde is. Het is een bewijs door constructie.

De wiskunde, zoals ontstaan uit de rekenkunde, is reeds bekend in de vroegste culturen. Zo is uit Egypte de Rhind-papyrus bekend. De Babyloniërs ontwikkelden een geavanceerd getallensysteem gebaseerd op het getal 60. Ook gebruikten zij algebraïsche formules als
ab = ((a + b)2 - (a - b)2)/4
en tafels met machten om berekeningen sneller te kunnen uitvoeren. Bovendien kenden zij reeds de stelling van Pythagoras.
De wiskunde als abstracte wetenschap werd het eerst beoefend in het klassieke Griekenland, waar bijvoorbeeld Euclides zijn 5 axioma's formuleerde die meer dan twintig eeuwen stand hielden. Vanuit deze axioma's bouwden hij en zijn volgelingen de meetkunde als zelfstandige tak van de wiskunde op.
Met de ondergang van de Griekse cultuur kwam de ontwikkeling van de wiskunde in het Westen tijdelijk tot stilstand.
Pas in de middeleeuwen pakten Arabische wiskundigen de draad weer op. Via hen werd bijvoorbeeld het cijfer 0 vanuit India in Europa geïntroduceerd. Een bloeiperiode begon met het werk van al-Chwarizmi rond 820 en de vertaling van Griekse teksten. Aan al-Chwarizmi wordt het ontstaan van de algebra toegeschreven. Het woord algoritme is van zijn naam afgeleid. Het duurde tot na de middeleeuwen voor Europa de leidende rol van de Arabische cultuur kon overnemen. Omdat wiskunde een verplicht onderdeel was op de Europese universiteiten, werd al in de middeleeuwen een groot deel van de achterstand op de Arabieren ingelopen.
De westerse wiskunde nam een hoge vlucht vanaf de herontdekking van klassieke en Arabische bronnen in de renaissance en de ontwikkeling van de boekdrukkunst. In de 16de eeuw kwam de algemene oplossing van derde- en vierdegraadsvergelijkingen en de ingebruikname van de decimale schrijfwijze. In de 17de eeuw ontstond de differentiaal- en integraalrekening als hulpmiddel bij berekeningen in de hemelmechanica. Vanaf de 18de eeuw verschenen de complexe getallen.
In de 19de eeuw kreeg de wiskunde haar huidige vorm met strenge eisen aan de logische geldigheid van de bewijsvoering, met name ook in de tot dan toe eerder "intuïtieve" differentiaalrekening. De eis dat wiskundige begrippen hun definitie niet ontlenen aan waarneming of intuïtie, gaf in die periode ook aanleiding tot de ontwikkeling van de niet-euclidische meetkunde. In 1826 stichtte Crelle het eerste gespecialiseerde wiskundige tijdschrift, Journal für die reine und angewandte Mathematik. Vanaf de tweede helft van de 19de eeuw verschenen de (nationale) wiskundige genootschappen. De axiomatische verzamelingenleer leidde tot een logische eenmaking van voorheen afzonderlijke "takken" van de wiskunde zoals algebra, meetkunde en differentiaalrekening. Pioniers zoals Francis Galton en Adolphe Quetelet pasten wiskundige technieken toe in de sociale wetenschappen.
Vanaf de 20ste eeuw werd de wiskunde meegesleurd in de stroomversnelling van de ontwikkeling van de natuurwetenschappen en de technologie. Na de Tweede Wereldoorlog leidde de beschikbaarheid van elektronische computers tot nieuwe inzichten in bestaande problemen, maar ook tot het nieuwe onderzoeksgebied van de theoretische informatica.

## Positie in de wetenschap
Wiskunde neemt in de wetenschap een speciale positie in door de wijze waarop kennis verkregen wordt. Waar bijvoorbeeld natuurwetenschappen gebaseerd zijn op kennis op basis van het ontbreken van een falsificatie, bouwt wiskunde haar kennis op uit zuivere afleiding uit haar uitgangspunten. Wiskundige kennis is derhalve niet toetsbaar met experimenten. Waar natuurwetenschappelijke kennis per definitie voorlopig is, is wiskundige kennis pas kennis als ze bewezen en definitief is, maar dan is die kennis ook per definitie eeuwig geldend.
De vraag is dan ook bij welk soort wetenschappen wiskunde gerekend moet worden. Doordat de wiskunde veelal door problemen uit de natuurwetenschappen is geïnspireerd en ook vooral haar toepassingen vindt in die wetenschappen, wordt de wiskunde veelal bij de natuurwetenschappen ingedeeld of in bredere zin bij de bètawetenschappen. Dit ondanks het verschil in wijze van verkrijgen van kennis. In een moderne kijk op de filosofie van de wiskunde wordt er echter, in navolging van Imre Lakatos, op gewezen dat ook wiskunde in wezen haar eigen kennis vermeerdert door een empirische kijk. Er wordt, vaak na aanwijzingen in rekenwerk, een vermoeden geuit waarvoor bevestiging wordt gezocht middels een wiskundig bewijs.
Door haar strikte redeneerwerk en methodologie heeft wiskunde ook veel gemeen met filosofie. Met name de logica en grondslagen van de wiskunde zijn duidelijke overlapgebieden. Met dat in het achterhoofd zou men wiskunde ook bij de alfawetenschappen in kunnen delen. Wiskunde houdt zich bezig met producten van de menselijke geest.
Ten slotte wordt wiskunde, samen met bijvoorbeeld informatica, vaak ingedeeld als formele wetenschap.
In de praktijk blijkt echter dat wiskunde aan universiteiten ingedeeld is bij een faculteit voor natuurwetenschappen, al is een combinatie wiskunde-informatica of een aparte wiskundefaculteit ook niet ongebruikelijk.

## Bewijzen
De fundamentele wiskundige activiteit is het leveren van een wiskundig bewijs, het is de manier waarop wiskundige kennis wordt verkregen. Het leveren van wiskundig bewijs gaat terug op de oude Grieken. Uit oudere beschavingen zijn geen bewijzen bekend, de wiskunde bestond vóór de Grieken uit het oplossen van concrete problemen. Een belangrijke bron vormen de Elementen van Euclides, waarin naast een axiomatische opbouw en definities ook ruim 400 stellingen staan met bewijzen.
Voor het verkrijgen van het bewijs gebruikt men de regels van de logica. Meer in het bijzonder worden deductieve methodes gebruikt, en geen inductieve (met uitzondering van "volledige inductie") of empirische. Men moet zich baseren op axioma's, definities en eerder bewezen stellingen. Het vakgebied dat zich met het bewijzen bezighoudt is de bewijstheorie.
Vroeger bestond het werk van een wiskundige dan ook vooral uit het schrijven van bewijzen. Zijn gereedschappen waren potlood en papier, soms passer en liniaal en nog zeldzamer een rekenmachine. Dat veranderde echter met de opkomst van de computer. Hierdoor is het veel eenvoudiger om wiskundig te experimenteren. Er is bovendien zowel software voor het helpen bij algebra en analyse, de computeralgebrasystemen, als bij het onderzoeken van meetkunde, de dynamische meetkunde software. Chaostheorie en fractals zijn voorbeelden van wiskunde die meer uit experimenten is voortgekomen. De werkelijke kennis is echter uiteindelijk in het klassieke raamwerk van het wiskundig bewijs geplaatst.

## Wiskundige notatie en taal

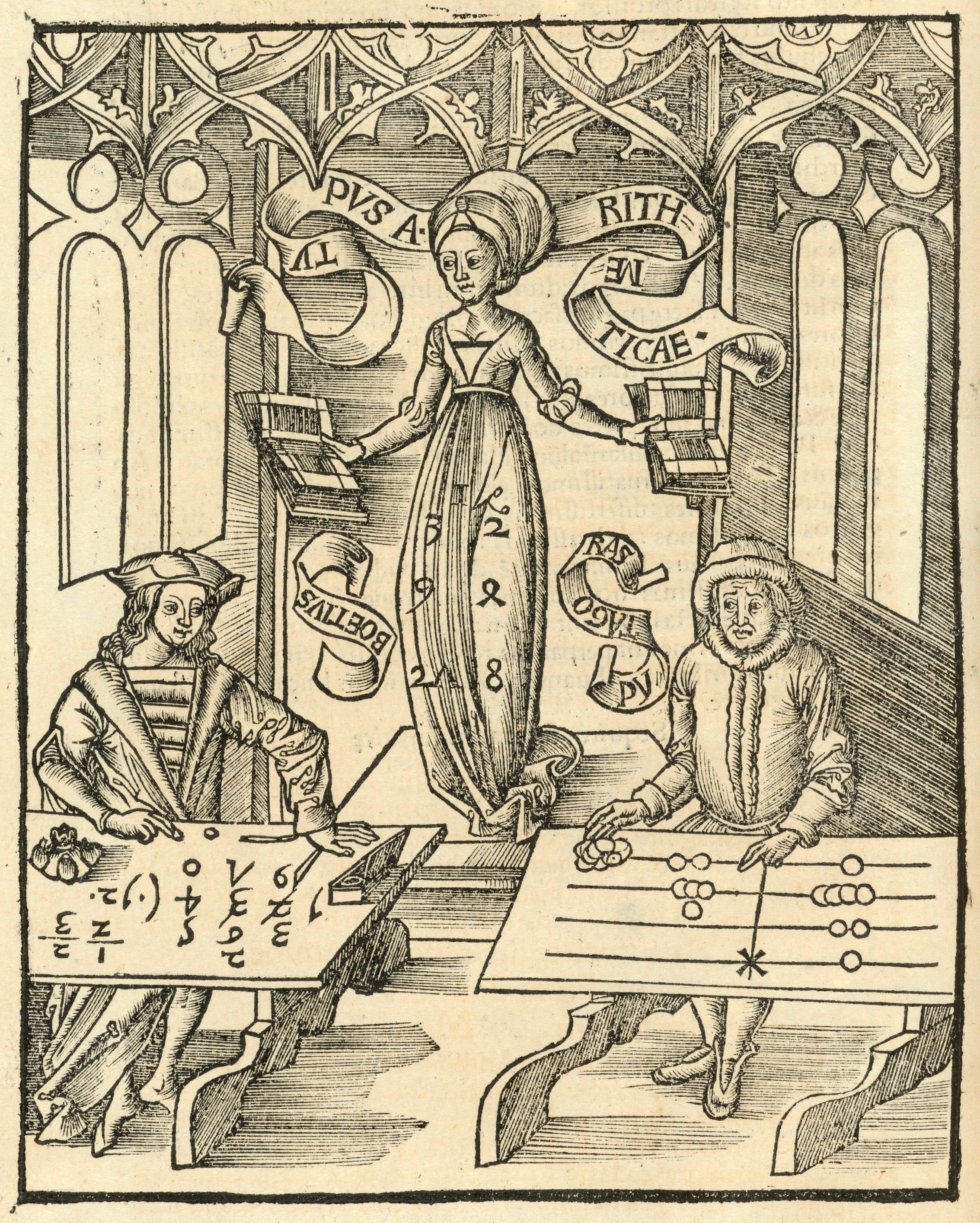
Margarita Philosophica, Gregor Reisch (1503)

De wiskundige notatie die nu gebruikt wordt, was onbekend voor de 16e eeuw. Voor die tijd werd alles volledig uitgeschreven, en waar nu x in een formule gebruikt wordt, werd toen nog gesproken van een onbekende grootheid. De Zwitserse wiskundige Leonhard Euler (1707-1783) is verantwoordelijk voor veel wiskundige notatie zoals die nu gebruikt wordt. Voordeel is dat een wiskundige bewering met de notatie overzichtelijker is. Moderne wiskundige notatie is meestal bijzonder compact; een paar eenvoudige symbolen kunnen zeer veel informatie bevatten, wat voor professionele wiskundigen een duidelijk voordeel is, maar voor beginners erg lastig kan zijn.
Ook kent wiskunde een gedeeltelijk eigen taal, die voor de leek niet altijd te ontdekken is. Zo kunnen alledaagse termen zoals "of", "als...dan.." of "compact" een andere betekenis hebben dan in het dagelijks taalgebruik. Vaak zitten er definities achter die heel nauwkeurig beschrijven wat er bedoeld wordt. Deze nauwkeurigheid is in de wiskunde van groot belang – iemand die een bewijs van een ander naleest moet natuurlijk precies weten wat er bedoeld wordt.
Verwarrend is het soms dat niet overal ter wereld exact dezelfde notatie en dezelfde definities worden gebruikt. Er is geen instituut dat definities of notaties precies vastlegt. Zo zijn er verschillende definities voor de natuurlijke getallen, met of zonder nul. Ook over een eenvoudig begrip als een rechthoek bestaat weleens onenigheid of er een inclusieve (dan is een vierkant ook een rechthoek) of een exclusieve definitie (dan is een vierkant geen rechthoek) moet worden gebruikt. Auteurs zullen echter meestal duidelijk maken welke definitie zij hanteren.

## Wiskundeonderwijs
Wiskunde maakt een vast onderdeel uit van de vakken die men in het basis- en voortgezet onderwijs aangeboden krijgt. In het basisonderwijs bestaat het vooral uit tellen, rekenen en eenvoudige meetkunde. In het voortgezet onderwijs is er veelal aandacht voor meer meetkunde, analyse, eenvoudige algebra, kansrekening en statistiek. Afhankelijk van het niveau en van het land kunnen echter ook allerlei andere onderwerpen aan bod komen. In het algemeen blijft het wiskundeonderwijs echter beperkt tot het inzetten van toepassingen. Het geven van bewijzen is in het algemeen voorbehouden aan het hoogste onderwijsniveau. Er zijn echter flinke internationale verschillen. Op universiteitsniveau komt wat soms ook wel aangeduid wordt met de populaire term 'hogere wiskunde' aan bod. Hier wordt dieper ingegaan op de wiskunde die ook op middelbare scholen wordt onderwezen, maar er komen ook geheel nieuwe gebieden en onderwerpen aan bod.
Ook heel verschillend is de gebruikte didactiek. Van oudsher werd de wiskunde heel kaal aan kinderen aangeboden. In de tweede helft van de twintigste eeuw werd echter steeds meer nadruk gelegd op het belang van context in de wiskunde, dat wil zeggen dat er een verband werd gelegd met een vraagstuk in de echte wereld. Een van de motoren achter het verbeteren van wiskundeonderwijs door onder andere het gebruik van context is de Nederlands-Duitse wiskundige Hans Freudenthal.

## Onderscheidingen
Er is geen Nobelprijs voor de wiskunde, al zijn er wel Nobelprijzen uitgereikt aan wiskundigen, met name in de natuurkunde en economie. De meest prestigieuze wiskundige onderscheiding is de Fieldsmedaille, die elke vier jaar wordt uitgereikt aan twee tot vier wiskundigen van onder de 40 jaar. De meest prestigieuze jaarlijkse oeuvreprijs is Abelprijs, alhoewel ook de Wolfprijs veel aanzien geniet.

## Deelgebieden

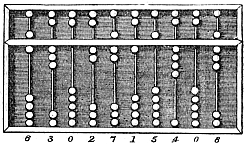
De vroege wiskunde ging vooral over de noodzaak praktische berekeningen te kunnen maken zoals met deze Chinese abacus.

De hoofdgebieden van de wiskunde ontstonden oorspronkelijk uit de noodzaak zakelijke berekeningen te kunnen maken, de relaties tussen getallen te begrijpen, land te kunnen opmeten en astronomische gebeurtenissen te kunnen voorspellen. Deze vier noden kunnen ruwweg verbonden worden aan de brede onderverdeling van de wiskunde in de studie van
- hoeveelheden (rekenkunde),
- structuren (algebra),
- ruimte (meetkunde) en
- veranderingen (ofwel analyse).

Daarnaast zijn er nog andere deelgebieden die te maken hebben met de verbanden tussen de kern van de wiskunde en andere domeinen, zoals de logica, de verzamelingenleer, en de toegepaste wiskunde.

### Hoeveelheid
De leer van hoeveelheden begint met getallen. Eerst komen de door iedereen gekende natuurlijke getallen en gehele getallen en de bewerkingen, samengebracht in de rekenkunde. Meer gevorderde eigenschappen worden bestudeerd in de getaltheorie, met populaire resultaten zoals de laatste stelling van Fermat. In de getaltheorie bestaan veel onopgeloste problemen. Drie van de bekendere onopgeloste problemen, die bovendien eenvoudig te formuleren zijn, zijn het priemtweelingvermoeden, het Vermoeden van Goldbach en het Vermoeden van Collatz.
Bij uitbreiding van het getalsysteem vindt men dat de gehele getallen een deelverzameling vormen van de rationale getallen (breuken). Deze zijn op hun beurt een deel van de reële getallen. Dit kan weer uitgebreid worden naar de complexe getallen. Verder leidt deze studie naar de transfiniete getallen, waarmee het concept oneindigheid formeel behandeld wordt. Een ander domein is de studie van de grootte van een verzameling, leidend tot de kardinaalgetallen en ordinaalgetallen en zo naar een ander begrip van oneindigheid: de alefgetallen.
| {\displaystyle 0;1;2;3} Natuurlijke getallen | {\displaystyle -2;-1;0;1;2} Gehele getallen | {\displaystyle -2;{\tfrac {2}{3}};1{,}21} Rationale getallen | {\displaystyle -e;{\sqrt {2}};3;\pi } Reële getallen | {\displaystyle 2;i;-2+3i;2e^{i{\frac {4}{3}}\pi }} Complexe getallen |

### Structuur
Veel wiskundige objecten, zoals verzamelingen van bijvoorbeeld getallen en functies, hebben een inwendige structuur door bewerkingen die er op gedefinieerd zijn. Wiskunde bestudeert eigenschappen van deze verzamelingen als uitvloeisel van deze structuren. De getaltheorie bijvoorbeeld bestudeert eigenschappen van de verzameling gehele getallen uitgedrukt in de operatoren, die bij rekenen worden gebruikt, dus optellen en vermenigvuldigen en daarvan afgeleide operatoren.
Het blijkt dat verschillende verzamelingen met hun bewerkingen een vergelijkbare structuur hebben. Dat nodigt uit tot het abstraheren van deze structuur. Zo ontstaan bijvoorbeeld de studie van groepen met een soort bewerking en ringen en lichamen (Nederlands-Nederlands) of velden (Belgisch-Nederlands) met twee soorten bewerkingen. Deze gebieden vormen een onderdeel van de abstracte algebra. De abstracte algebra kan soms worden gebruikt in op het eerste gezicht geheel losstaande takken van wiskunde. De galoistheorie bracht bijvoorbeeld een oplossing voor de drie klassieke problemen bij het vinden van een constructie met passer en liniaal. Deze constructies bleken in termen van groepen te kunnen worden beschreven.
Een ander voorbeeld van een algebraïsche structuur is de vectorruimte, waarin punten worden verbonden door vectoren die zowel een grootte als een richting hebben. Deze vectorruimtes worden bestudeerd in de lineaire algebra. Dit is een van de voorbeelden die laten zien dat de oorspronkelijk van elkaar losstaande algebra en meetkunde in de moderne wiskunde nauw verweven zijn. De algebraïsche meetkunde neemt dan ook een centrale plaats in de moderne wiskunde in.

Getaltheorie
Groepentheorie
Ordetheorie
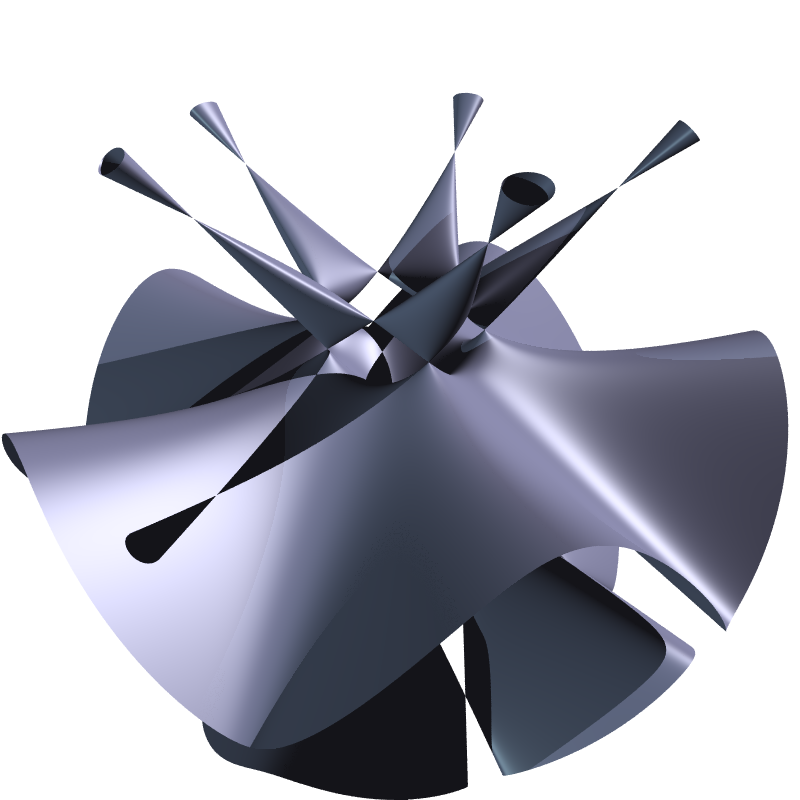
Algebraïsche meetkunde

### Ruimte
De studie van de ruimte begint met de meetkunde, in het bijzonder de euclidische meetkunde. Deze euclidische meetkunde gaat over het platte vlak en de ruimte en bevat de bekende stelling van Pythagoras. Al bij de oude Grieken ging meetkunde echter ook om getallen, voorgesteld als verhouding tussen lijnstukken. De introductie van cartesische coördinaten maakten duidelijk dat onder meetkunde ook getallen zitten. Door het definiëren van allerlei soorten metriek spelen hoeveelheid en ruimte zo allebei een rol in de analytische meetkunde, de differentiaalmeetkunde en de algebraïsche meetkunde.
De moderne studie van de ruimte is voorts uitgebreid naar meetkunde met meerdere dimensies, de affiene, projectieve en andere niet-euclidische meetkunde. Deze corresponderen veelal met andere metrieken, vaak niet meer gebaseerd op de reële getallen. Daarnaast bestaat er nog beschrijvende meetkunde of wetenschappelijk tekenen.
De topologie is een ander uitvloeisel van de klassieke meetkunde. Men houdt zich in de topologie bezig met eigenschappen van de ruimte die bij continue vervorming behouden blijven. Anders dan bij de zojuist genoemde onderdelen speelt metriek hierbij geen enkele rol.

Meetkunde
Goniometrie
Differentiaalmeetkunde
Topologie
Fractalen

### Verandering
Het begrijpen en beschrijven van verandering is een terugkerend thema in de natuurwetenschappen en de differentiaalrekening werd ontwikkeld om dit te onderzoeken. Dit leidt tot de studie van de functies en de analyse. Dit gaat niet alleen om functies van reële getallen, maar ook van complexe getallen in de functietheorie. De functionaalanalyse gaat nog een stap verder en onderzoekt ruimtes van functies of andere operatoren.
Veel problemen in de wetenschap leiden naar de relaties tussen een hoeveelheid en de mate van verandering, bestudeerd met differentiaalvergelijkingen. Ook dynamische systemen komen voort uit dergelijke problemen, met name in de natuur. De chaostheorie beschrijft op een exacte manier hoe de natuur zich weliswaar deterministisch, maar toch onvoorspelbaar gedraagt.

Analyse
Vectoranalyse
Dynamische systemen
Chaostheorie

### Fundament en filosofie
Om de grondslagen van de wiskunde vast te leggen werden de domeinen van de wiskundige logica en de verzamelingenleer ontwikkeld.
De wiskundige logica houdt zich bezig met het opzetten van een sterk axiomatisch raamwerk, het bestuderen van de gevolgtrekkingen daarvan, maar ook de formele logica en toepassingen daarvan in andere wiskundige vakgebieden. De verzamelingenleer bestudeert verzamelingen, collecties van wiskundige objecten. Relatief nieuw is de categorietheorie, die zich geheel abstract bezighoudt met wiskundige structuren en hun verbanden.
Als men spreekt over de crisis in de fundamenten in de wiskunde doelt men veelal op de periode van grofweg 1900 tot 1930. Men zocht in die tijd naar een rigide structuur en zo ontstonden allerhande controverses. Die leidden tot heftige discussies en soms tot andere soorten wiskunde, waarin bepaalde regels anders zijn dan in de gebruikelijke wiskunde, zoals het intuïtionisme en andere soorten constructivisme.
De zoektocht naar een axiomatisch raamwerk waarvan de innerlijke consistentie kon worden bewezen werd onderuitgehaald door de onvolledigheidsstellingen van Gödel. Deze stellingen uit 1931 tonen aan dat een voldoende sterk axiomatisch raamwerk automatisch onbewijsbare stellingen in zich heeft en dat de eigen consistentie daar een van is. Dit inzicht heeft het beeld van de grondslagen van de wiskunde enorm veranderd.
Moderne logica omvat de recursietheorie, de modeltheorie en de bewijstheorie, en is sterk verbonden met informatica.

Wiskundige logica
Verzamelingenleer
Categorietheorie

### Discrete wiskunde
De discrete wiskunde is de naam voor het onderdeel van de wiskunde dat vooral nuttig is in de informatica. Dit omvat de berekenbaarheidsleer en de informatietheorie, en leidt tot het model van de turingmachine. Informatietheorie houdt zich bezig met de hoeveelheid gegevens die kunnen bewaard worden op een bepaald medium en met begrippen zoals compressie en entropie.

Combinatoriek
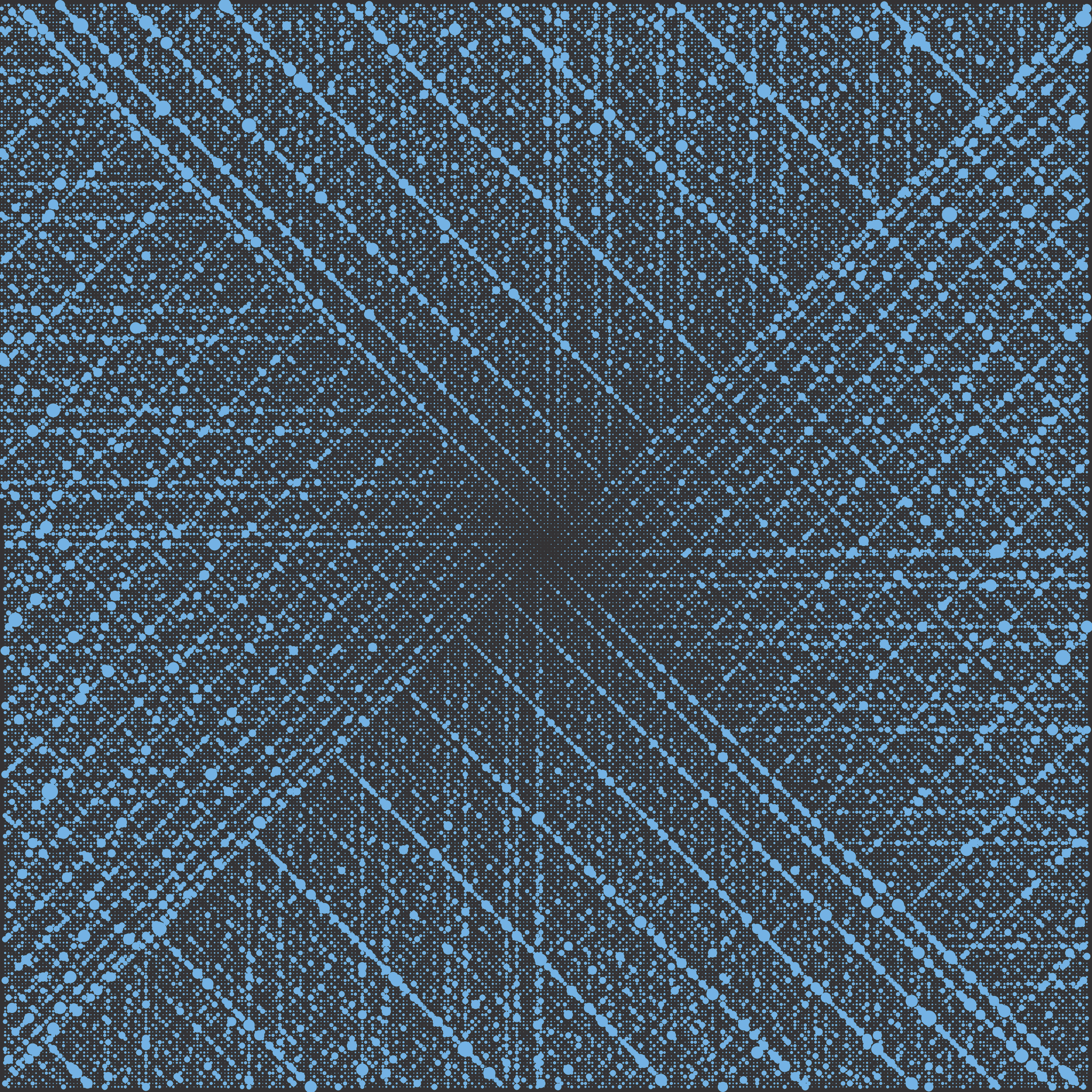
Getaltheorie
Berekenbaarheidsleer
Cryptografie
Grafentheorie

### Toegepaste wiskunde
De toegepaste wiskunde bestudeert het gebruik van abstracte wiskundige middelen voor het oplossen van concrete problemen in de natuurwetenschappen, techniek (vooral meetkunde, reële analyse, complexe functietheorie en lineaire algebra) en de menswetenschappen en zakenwereld (vooral statistiek en kansrekening). Statistiek en kansrekening spelen een fundamentele rol in het beoordelen van risico's, het interpreteren van steekproefresultaten en enquêtes en het controleren van processen. Het doen van statistische toetsen, ondersteund door software als SPSS, geeft daarbij een gedegen basis voor de conclusies.
In de speltheorie bestudeert men het nemen van beslissingen in strategische interactie van verschillende partijen. Men gaat daarbij uit van rationeel handelen van de partijen. Een bekend voorbeeld uit de speltheorie is het prisoner's dilemma.

Vloeistofdynamica
Numerieke wiskunde
Optimalisatie
Statistiek
Kansrekening

## Open problemen
De wiskunde kent een flink aantal nog onopgeloste problemen. Vaak worden deze vermoedens genoemd. De oude Grieken hadden al dergelijke problemen. Die betroffen het vinden van een constructie met passer en liniaal voor de verdubbeling van de kubus, de driedeling van de hoek en de kwadratuur van de cirkel. Van deze problemen werd vele eeuwen later pas, met behulp van de galoistheorie, aangetoond dat ze geen oplossing hebben.
In de algebra werd de zogenaamde laatste stelling van Fermat als vermoeden in 1637 geformuleerd; Fermat beweerde een bewijs te hebben, maar dat wordt betwijfeld. Pas in 1993-1994 leverde Andrew Wiles een bewijs dat algemeen aanvaard wordt.
David Hilbert presenteerde bij het internationale wiskundecongres in Parijs in 1900 een beroemd geworden lijst van 23 open problemen voor de twintigste eeuw. Deze lijst werd beroemd onder wiskundigen en negen van de problemen zijn opgelost of hebben de status van onbeslisbaar. In 2000 werd een nieuwe lijst van zeven belangrijke problemen opgesteld, de millenniumprijsproblemen. Oplossing van een van deze problemen levert de oplosser $ 1 miljoen op. Er is maar een probleem dat op beide lijsten staat, de Riemann-hypothese.
Sommige open problemen spreken tot de verbeelding van een groter publiek (d.w.z., buiten de groep van mensen die beroepshalve met wiskunde bezig zijn) omdat ze kunnen worden geformuleerd met elementaire begrippen uit het lager of middelbaar onderwijs. Zo stelt het Vermoeden van Goldbach dat elk even getal groter dan 2 de som zou zijn van twee priemgetallen.

## Recreatieve wiskunde
Naast serieuze wiskunde is er ook een minder serieuze 'recreatieve' wiskunde. Een goed voorbeeld daarvan zijn de grote hoeveelheid wiskundige puzzels die er bestaan. Sommige van die puzzels hebben een serieuze ondertoon, zoals een verband met groepentheorie bij Rubiks kubus en magische vierkanten die zorgen voor lastige telproblemen.

## Belangrijke wiskundigen
- Wiskunde in de Oudheid: Thales van Milete, Pythagoras, Eudoxus, Euclides, Archimedes
- Wiskunde in de Europese middeleeuwen: Boëthius, Muhammad al-Khwarizmi, Leonardo Fibonacci, Richard Swineshead
- Ontwikkeling van de infinitesimaalrekening: René Descartes, Pierre de Fermat, Isaac Newton, Gottfried Leibniz
- Statistiek: Pierre de Fermat, Blaise Pascal, Christiaan Huygens, Jakob Bernoulli, Abraham de Moivre, Thomas Bayes, Pierre-Simon Laplace, Siméon Poisson, Adolphe Quetelet, Francis Galton, Karl Pearson
- Achttiende eeuw: Jakob Bernoulli, Jean le Rond d'Alembert, Leonhard Euler, Joseph-Louis Lagrange, Adrien-Marie Legendre
- Grondslagen van de wiskunde: Georg Cantor, Richard Dedekind, Gottlob Frege, Giuseppe Peano, Bertrand Russell, Kurt Gödel, Paul Cohen
- Negentiende eeuw: Niels Henrik Abel, Carl Friedrich Gauss, Évariste Galois, Augustin Louis Cauchy, Carl Jacobi, Johann Dirichlet, Bernhard Riemann, Ernst Kummer, Karl Weierstrass,  Sophus Lie, Henri Poincaré, Felix Klein
- Twintigste eeuw: David Hilbert, Emmy Noether, Émile Borel, Hermann Weyl, Luitzen Brouwer, John von Neumann, Alan Turing, Carl Ludwig Siegel, Kurt Gödel, Alexander Grothendieck, Donald Knuth, Andrew Wiles
- Eenentwintigste eeuw: Grigori Perelman